# Branišovský dub
Branišovský dub je památný strom, dub letní (Quercus robur), který roste na svažité návsi nad rybníčkem ve vesnici Branišov, části města Toužim v okrese Karlovy Vary v Karlovarském kraji. Solitérní, nepříliš vysoký strom, má rozložitou korunu s šířkou 26 m. Korunu stromu tvoří paprsky velkého množství dlouhých větví. Tato dominanta je považována za jeden z nejhezčích stromů Karlovarska. Strom je ve velmi dobrém zdravotním stavu. V době vyhlášení památným stromem bylo jeho stáří odhadováno na 100 let. Měřený obvod přímého kmene činí 381 cm, výška stromu je 18 m (měření 2014). Za památný byl strom vyhlášen v roce 2005 pro jeho estetickou hodnotu a strom s významným vzrůstem.
Okolo stromu prochází naučná Davidova stezka, pojmenovaná po místním rodákovi Aloisi Martinu Davidovi.

## Stromy v okolí
- Blažejská lípa
- Lípa u Hroníka